# Maen Rashid Areikat
Maen Rashid Areikat (Jericó, 12 de octubre de 1960) es un diplomático palestino, jefe de la misión diplomática de la Organización para la Liberación de Palestina (OPL) en Estados Unidos, con rango de embajador, desde 2009.

## Biografía
Nació en Jericó y obtuvo un título de Bachelor of Science en finanzas de la Universidad Estatal de Arizona en 1983 y una Maestría en Administración de Negocios en la Western International University en 1987. Realizó su formación diplomática en el Ministerio de Asuntos Exteriores de Canadá entre 1993 y 1994, y completó un curso de capacitación sobre buena gobernanza en la Escuela de Gobierno John F. Kennedy de la Universidad de Harvard en 2001.
Entre 1993 y 1998 trabajó como portavoz de la Casa de Oriente, entonces sede no oficial de la OLP en Jerusalén Este. Comenzó a trabajar para la Autoridad Nacional Palestina en 1998, primero en el Departamento de Asuntos de Negociaciones en Ramala donde se desempeñó como director general hasta marzo de 2008. En 2008-2009 se desempeñó como Coordinador General de dicho departamento. En 2009 fue nombrado jefe de la Delegación de la OLP en los Estados Unidos.
El 18 de enero de 2011, la bandera de Palestina ondeó por primera vez frente a la sede diplomática de Washington D. C.
En 2011, el periódico USA Today publicó comentarios realizados por Areikat durante una reunión con periodistas patrocinados por The Christian Science Monitor, en la que declaró que «después de la experiencia de los últimos 44 años de ocupación militar y todo el conflicto y la fricción, creo que sería del mejor interés que los dos pueblos estén separados», una declaración que fue tomada por Elliot Abrams como el pedido por el retiro de judíos de un estado independiente de Palestina.
Las declaraciones fueron criticadas por sitios proisraelíes y pro-palestinos. Ali Abunimah, bloguero, dijo que así se ofrecía «apoyo tácito para la limpieza étnica israelí [contra los palestinos]». El Centro para el Progreso Americano lo consideró «preocupante» y similar a las opiniones del entonces ministro de Exteriores israelí Avigdor Lieberman. USA Today comentó que el embajador se refería a los ciudadanos israelíes y no a los judíos. Areikat aclaró posteriormente sobre sus comentarios en The Huffington Post, manteniendo su apoyo a un gobierno secular, pero rechazando a «las personas que están en medio de una ocupación, que están en mi tierra ilegalmente», refiriéndose a los habitantes de los asentamientos israelíes en Cisjordania y Jerusalén Este.
En cuanto a su vida personal, está casado y tiene tres hijos.